# Trierbrug
De Trierbrug is een vaste plaatbrug over de Dieze in 's-Hertogenbosch. De in 1972 gebouwde brug is vernoemd naar partnerstad Trier. De hoofdconstructie van de brug is gemaakt van beton.
De doorvaartwijdte van de brug bedraagt 25 meter.